# Adelphomyia excelsa
Adelphomyia excelsa is een tweevleugelige uit de familie steltmuggen (Limoniidae). De soort komt voor in het Oriëntaals gebied.